# 克魯格斯 (紐約州)
克魯格斯（英語：Crugers）是位於美國紐約州西徹斯特縣的普查規定居民點。

## 人口
根據2020年美國人口普查的數據，克魯格斯的面積為3.20平方千米，當中陸地面積為1.72平方千米，而水域面積為1.48平方千米。當地共有人口1627人，而人口密度為每平方千米508.44人。